# Montorgiali
Montorgiali è una frazione del comune italiano di Scansano, nella provincia di Grosseto, in Toscana.

## Geografia fisica
Il borgo di Montorgiali si trova a nord-ovest dal capoluogo comunale ed è raggiungibile mediante una breve deviazione (MONTORGIALI BIVIO) lungo la Strada Provinciale 159 che collega Grosseto con l'entroterra.

## Storia
Il borgo sorse come castello dopo l'anno mille e fu controllato da una dinastia di signori locali che, nel corso del XIII secolo, si legarono alla famiglia Aldobrandeschi. Nella seconda metà del XIV secolo passò sotto il controllo dei Senesi che riuscirono a conquistare anche altri castelli della zona.
A metà del XVI secolo, Montorgiali entrò a far parte del territorio del Granducato di Toscana, seguendone le sorti da quel momento in poi.

## Monumenti e luoghi d'interesse

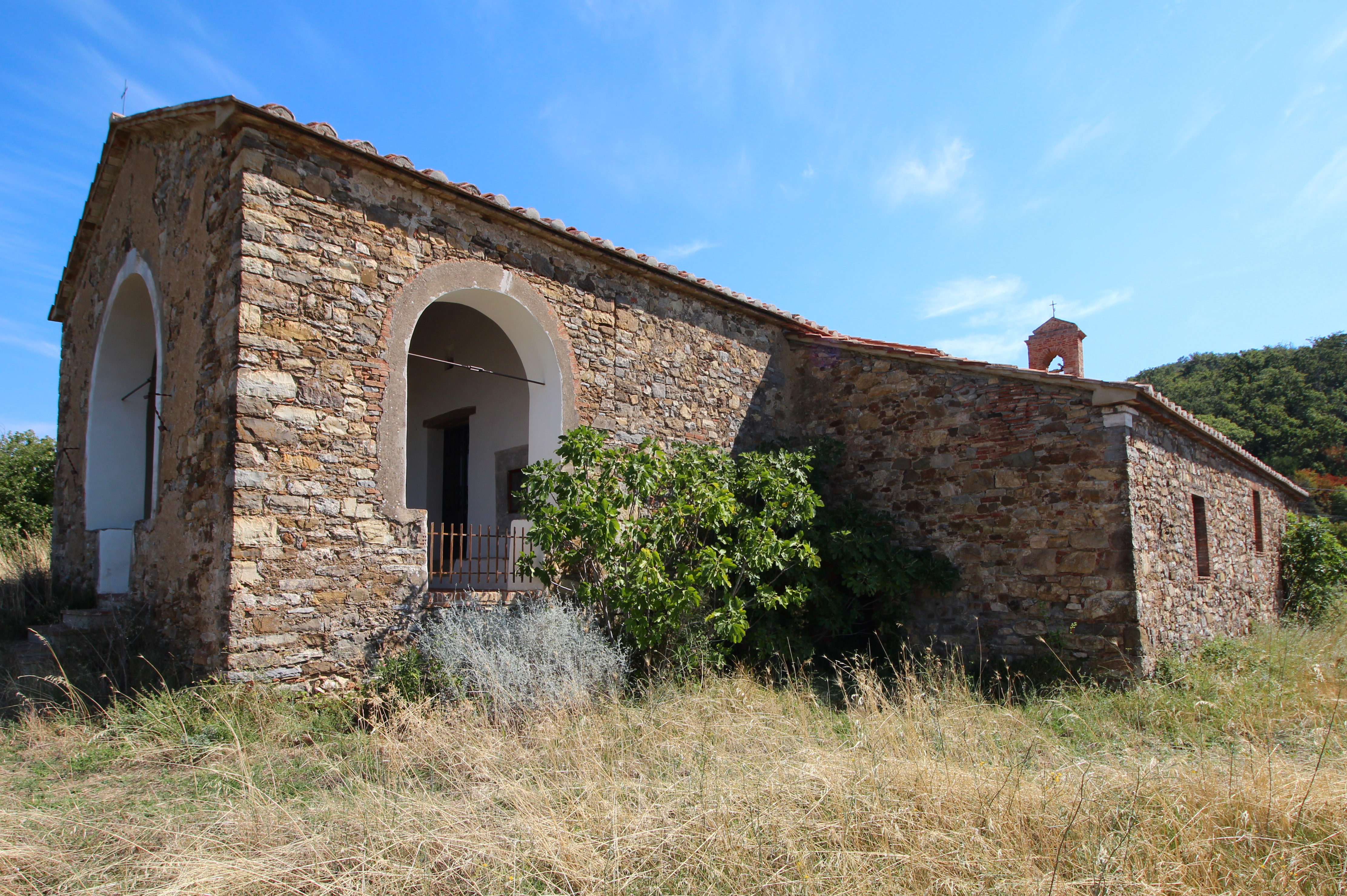
Il Santuario di San Giorgio

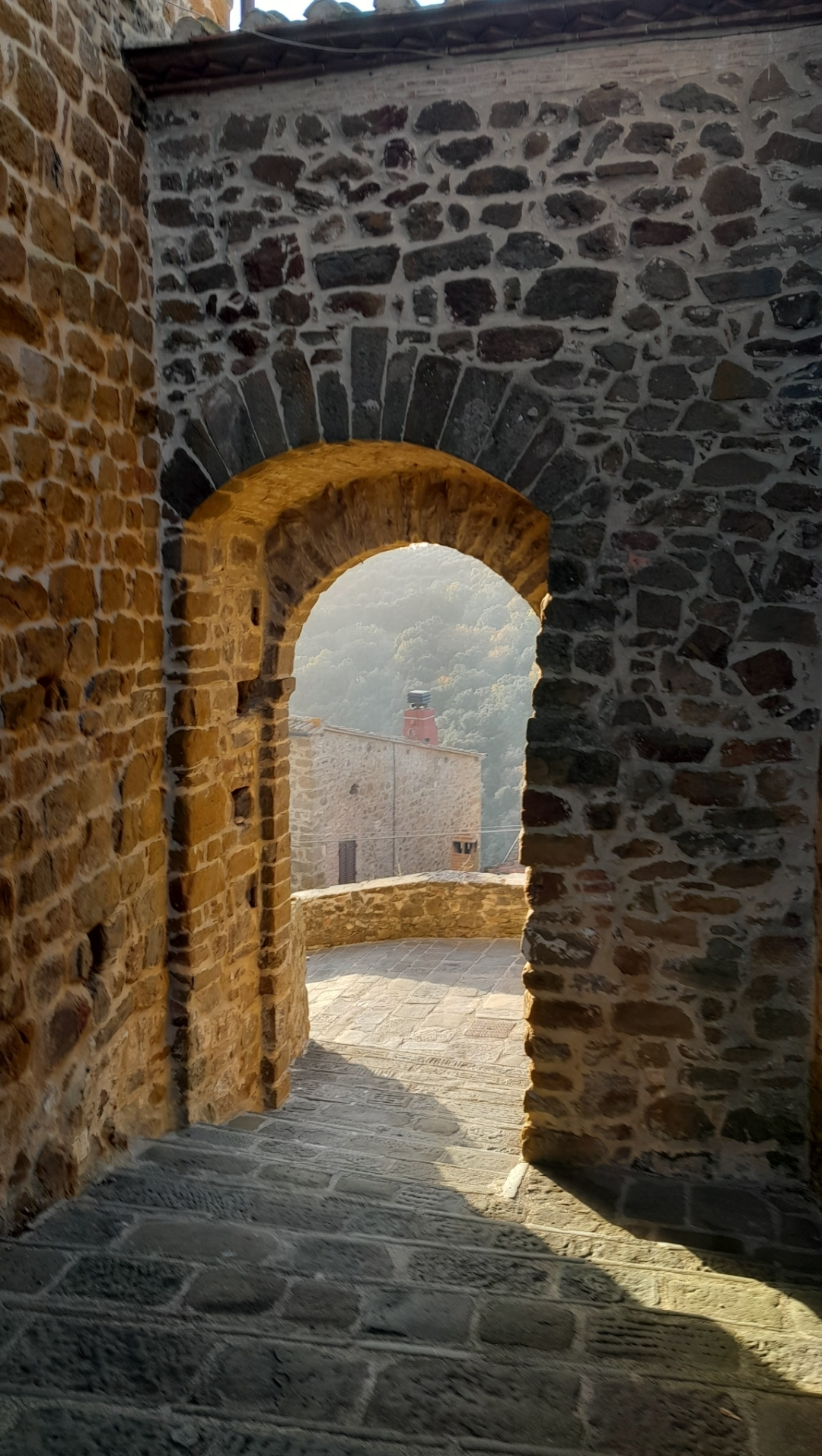
La porta del castello

### Architetture religiose
- Chiesa di San Biagio, situata sul lato sinistro rispetto al castello, venne edificata in epoca medievale e rimaneggiata in epoca barocca.

- Santuario di San Giorgio, situato fuori dal paese lungo la strada che conduce a Polveraia, era in origine una pieve rurale, trasformata prima in romitorio e poi in santuario. Ancora oggi è la meta finale di una suggestiva cavalcata che si svolge nel giorno dei festeggiamenti del santo.

### Architetture militari
- Castello di Montorgiali, costruito in epoca medievale su un poggio che domina il paese, presenta ancora oggi il suo aspetto possente. Pur trasformato in abitazione, conserva le originarie strutture murarie. L'accesso era possibile attraverso due porte.

## Società

### Evoluzione demografica
Quella che segue è l'evoluzione demografica della frazione di Montorgiali. Sono indicati gli abitanti dell'intera frazione e dove è possibile la cifra riferita al solo capoluogo di frazione. Dal 1991 sono contati da Istat solamente gli abitanti del centro abitato, non della frazione.
| Anno | Abitanti | Abitanti       |
| Anno | Frazione | Centro abitato |
| ---- | -------- | -------------- |
| 1745 | 386      | -              |
| 1833 | 273      | -              |
| 1845 | 340      | -              |
| 1921 | 1 310    | -              |
| 1931 | 1 326    | -              |
| 1961 | 1 027    | 293            |
| 1981 | 627      | 185            |
| 2001 | -        | 141            |
| 2011 | -        | 162            |

### Tradizioni e folclore
- Festa di San Giorgio: tradizionale festa che si svolge a Montorgiali la domenica più vicina al 23 aprile, giorno in cui, secondo la leggenda, il santo sarebbe riuscito a sconfiggere il drago che si aggirava nel territorio di Montorgiali. La festa è caratterizzata dal corteo storico con corsa di cavalli che dal paese va verso il santuario di San Giorgio.[2]

## Infrastrutture e trasporti
Il paese di Montorgiali è servito dalla strada provinciale 159 Scansanese, che collega la città di Grosseto con Scansano e Manciano nell'entroterra, e che costituiva un tratto della ex strada statale 322 delle Collacchie, terminando a Follonica.